# Richard Barbieri
Richard Barbieri (ur. 30 listopada 1957 w Londynie) – brytyjski muzyk rockowy, grający na instrumentach klawiszowych. Znany z grup Japan i Porcupine Tree, a także z licznych projektów solowych.

## Życiorys

### Japan (1976–1982)
Barbieri rozpoczął swoją muzyczną karierę z zespołem Japan w roku 1976. W niecałe 12 miesięcy później zespół podpisał kontrakt z wytwórnią Hansa/Ariola i rozpoczął pracę nad debiutanckim albumem, który zebrał dość nieprzychylne recenzje wśród brytyjskich krytyków.
Pomimo początkowych trudności zespół wydał pięć kolejnych płyt, cieszących się sporą popularnością. Rozpadł się po trasie koncertowej promującej ostatni z nich, Tin Drum.

### Występy gościnne i Dolphin Brothers (1983–obecnie)
Po rozpadzie Japan Barbieri kontynuował współpracę z Davidem Sylvianem, grając na jego wczesnych albumach solowych, a także podczas trasy koncertowej In Praise Of Shamans w 1986. W tamtym czasie Barbieri współpracował również z innymi miłośnikami eksperymentów muzycznych, m.in. z Holgerem Czukayem, Ryuichi Sakamoto i Robertem Frippem.
W 1987 roku rozpoczął długotrwałą współpracę z innym muzykiem Japan Steve'em Jansenem. Do tej pory nagrali wspólnie sześć płyt, początkowo pod nazwą The Dolphin Brothers (Catch the Fall, 1987) a potem jako Jansen & Barbieri (m.in. Stories Without Borders, 1993,Other Worlds in a Small Room, 1996, Stone to Flesh, 1997).

### Rain Tree Crow (1989-1991)
Pod koniec roku 1989 członkowie zespołu Japan (poza gitarzystą Robem Deanem) zaczęli ponownie wspólnie występować, tym razem pod nazwą Rain Tree Crow nagrywając dla Virgin. Rezultatem był album Rain Tree Cow, który może zostać uznany za rozwinięcie późnego stylu Japan i późniejszych dokonań czterech muzyków. Na płycie można odnaleźć różnorakie wpływy, od popu przez art rock, jazz, ambient po tzw. muzykę świata. Na brzmienie albumu znaczący wpływ miał udział w nagraniach gitarzysty Billa Nelsona. Wydawnictwo zostało ciepło przyjęte przez krytykę.
Zespół The Rain Tree Crow nie zagościł na długo na scenie muzycznej z powodu przekonania Davida Sylviana o jego kierowniczej roli w projekcie (co jego zdaniem było konieczne ze względów finansowych, pozostali członkowie grupy uznali to za arogancję). Grupa rozpadła się krótko po nagraniu płyty, trasa koncertowa promująca album nie odbyła się. Jednakże istnienie zespołu otworzyło możliwość dalszej współpracy Jansena, Barbieriego i Karna.

### No-Man (1992)
Jansen, Barbieri i Karn współpracowali ponownie jako sekcja rytmiczna brytyjskiego duetu No-Man podczas trasy koncertowej w Wielkiej Brytanii w roku 1992 i sesji nagraniowych do albumu Loveblows & Lovecries i minialbumów Painting Paradise i Sweetheart Raw. Wtedy po raz pierwszy Barbieri zetknął się z Stevenem Wilsonem, z którym do dzisiaj występuje w zespole Porcupine Tree.

### Medium Productions (1993–2003)[1]
W roku 1993 Barbieri wraz z Jansenem i Karnem założył wytwórnię Medium Productions. Celem przedsięwzięcia było stworzenie miejsca, gdzie założyciele mogliby nagrywać własną muzykę Jansen/Barbieri/Karn Beginning to Melt Przez dziesięć lat działalności wytwórnia wydała trzynaście płyt studyjnych.
W tym czasie Barbieri nagrał również dwa albumy z innymi artystami, jeden wraz ze swoją żoną, Suzanne J. Barbieri pod nazwą Indigo Falls (1996), oraz wraz z Timem Bownessem z zespołu No-Man zatytułowany Flame (1994).

### Porcupine Tree (1993–obecnie)
Pod koniec roku 1993 Barbieri dołączył do zespołu z nurtu rocka progresywnego Porcupine Tree (wcześniej pojawił się gościnnie na albumie Up the Downstair). Po wydaniu sześciu albumów z Barbierim w składzie zespół cieszy się w Europie sukcesem komercyjnym, sprzedaż albumu In Absentia przekroczyła 120 tys. egzemplarzy. Kolejny album zespołu, Deadwing znalazł się na liście magazynu Billboard w pierwszym tygodniu po wydaniu. Album Fear of a Blank Planet, znalazł się na liście 40 najlepiej sprzedających się albumów w Wielkiej Brytanii. Kolejny album zespołu, The Incident został przyjęty równie ciepło.

### Nagrania solowe
W roku 2005 Barbieri wydał swój pierwszy solowy album Things Buried. Na brzmienie instrumentalnego nagrania znaczący wpływ mają występy Andy'ego Gangadeena grającego na instrumentach perkusyjnych i Percy'ego Jonesa na gitarze basowej.
W roku 2008 ukazał się kolejny solowy album Barbieriego zatytułowany Stranger Inside

### Inne przejawy aktywności
Oprócz nagrywania i koncertowania, Barbieri pisze artykuły dotyczące syntezatorów analogowych, komponuje muzykę filmową, programuje syntezatory i inne instrumenty elektroniczne. Regularnie występuje gościnnie z zespołem The Bays, który gra improwizowaną muzykę elektroniczną. Czasami wspomaga również występy zespołu wokalisty Marillion Steve'a Hogartha H-Band (pojawił się na wydanej w 2002 roku płycie Live Body, Live Spirit).

## Dyskografia

### Jansen/Barbieri
- 1985 – Worlds In A Small Room (Pan East (UK) / JVC Victor (Japan))
- 1991 – Stories Across Borders (Venture / Virgin)
- 1995 – Stone To Flesh (Medium Productions)
- 1996 – Other Worlds In A Small Room (Medium Productions)

### Jansen/Barbieri/Karn
- 1994 – Beginning to Melt (Medium Productions)
- 1994 – Seed (Medium Productions)
- 1999 – ISM (Polydor / Medium)
- 2001 – Playing in a Room with People (Medium Productions)

### The Dolphin Brothers
- 1987 – Catch the Fall (Virgin Records)
- 1987 – Face To Face (Virgin Records)

### Jansen/Barbieri/Takemura
- 1997 – Changing Hands (Medium Productions)

### Indigo Falls
- 1996 – (Richard Barbieri/Suzanne Barbieri) (Medium Productions)

### Richard Barbieri/Tim Bowness
- 1994 – Flame (One Little Indian)

### Barbieri/Roedelius/Chianura
- 2001 – T’AI (Auditorium)

### Steve Hogarth / Richard Barbieri
2012 – "Not The Weapon But The Hand (K-Scope)

### Albumy solowe
- 2005 – Things Buried (Intact Records)
- 2008 – Stranger Inside (K-Scope/Snapper)